# Robert W. Upton
Robert W. Upton (Boston, 1884. február 3. – Concord, 1972. április 28.) az Amerikai Egyesült Államok szenátora (New Hampshire, 1953–1954).